# Snake Rewind
Snake Rewind es un videojuego arcade móvil freemium desarrollado y publicado por Rumilus Design y lanzado en mayo de 2015 para iOS, Android y Windows Phone. Taneli Armanto, el desarrollador original del juego Snake incluido por defecto en muchos teléfonos Nokia que se produjeron entre 1997 y 1998, se asoció con Rumilus Design para crear esta aplicación. El juego recibió una recepción positiva, aunque también variadas por algunos críticos, debido al extraño esquema de control.

## Jugabilidad
En Snake Rewind, el jugador controla un punto o una línea recta con forma de serpiente, intentando recolectar las frutas que aparecen en el campo de juego mientras intenta permanecer dentro del plano sin chocar accidentalmente con la serpiente. A medida que el jugador avanza, la serpiente dejará un rastro por donde pasa, por lo que el jugador debe elegir cuidadosamente a dónde ir. Lo principal en lo que Snake Rewind se diferencia del Snake original es en la capacidad de retroceder en el tiempo cuando la serpiente muere. La habilidad de rebobinar se utiliza gastando frutas, la moneda del juego. El juego cuenta con potenciadores y 10 niveles diferentes para jugar.

## Desarrollo
Taneli Armanto, el creador del primer Snake lanzado para teléfonos Nokia en 1997 y 1998, se asoció con Rumilus Design para crear este juego. Armanto dijo en un comunicado de prensa que el juego tomó los «elementos icónicos y la jugabilidad intuitiva del Snake original» y los combinó con efectos especiales, sonidos y «nuevas características innovadoras». Aunque el precio nunca fue revelado hasta el día del lanzamiento, la gente especuló usando la información que les habían dado que sería un juego móvil gratuito con microtransacciones. Cuando se lanzó el juego se demostró que estas especulaciones eran correctas. Las microtransacciones se realizaban a través de la «Tienda de frutas» del juego.

## Recepción
Snake Rewind recibió críticas variadas por parte de los críticos debido al esquema de control «roto». Jennifer Allen, redactora en 148Apps, criticó el esquema de control diciendo que «hay opción de deslizar y de tocar, pero ninguna funciona completamente» y que a veces pueden producirse errores de movimiento que no son culpa del jugador. El juego también fue llamado «nostálgico» por los críticos porque mantuvo la mecánica de juego original. El redactor WMPoweruser, Jay Asimhabr, le dio al juego un 8/10 debido a los malos controles, pero dijo que el juego era nostálgico por sí mismo. Jordan Devore, redactor de Destructoid, dijo que el juego de la serpiente original no necesitaba una secuela moderna.